# Krista Tervo
Krista Tervo (née le 15 novembre 1997) est une athlète finlandaise spécialiste du lancer de marteau.

## Carrière
En 2019, elle est la première Finlandaise à réussir plus de 70 m au lancer de marteau en réalisant 70,18 m à Jyväskylä, à 82 cm de la limite qualificative pour les championnats du monde.
Au mois d'août elle conserve son titre de championne de Finlande grâce à un lancer à 69,58 m. 
Elle est repêchée pour les championnats du monde de Doha et est éliminée au stade des qualifications, avec un jet à 68,25 m.
En 2020 elle porte son record à 71,93 m puis à 72,12 m.
En 2022, Krista Tervo lance à 74,40 m lors de la Coupe d'Europe des lancers, ce qui améliore de plus d'un mètre le record de Finlande de Silja Kosonen.
En qualifications des Jeux olympiques de 2024, elle réussit le meilleur lancer, avec 74,79 m. Elle prend la 6e place de la finale.

## Palmarès

### International
| Date | Compétition                | Lieu   | Résultat | Marque  |
| ---- | -------------------------- | ------ | -------- | ------- |
| 2021 | Coupe d'Europe des lancers | Split  | 8e       | 68,78 m |
| 2022 | Championnats du monde      | Eugene | 10e      | 69,04 m |
| 2022 | Championnats d'Europe      | Munich | 8e       | 67,85 m |
| 2024 | Jeux olympiques d'été 2024 | Paris  | 6e       | 73,83 m |

### National
- 3 titres en 2017, 2018 et 2019.

### Records
| Épreuve           | Marque       | Lieu  | Date        |
| ----------------- | ------------ | ----- | ----------- |
| Lancer du marteau | 74,79 m (NR) | Paris | 4 août 2024 |